# FORU Oceania Cup 2006
FORU Oceania Cup 2006 (in inglese 2006 FORU Oceania Cup) fu la 2ª edizione della Coppa d'Oceania di rugby a 15 organizzata da Federation of Oceania Rugby Union.
Esso si disputò su due gironi, uno a Port Vila, a Vanuatu, e l'altro a Pukekohe, sobborgo di Auckland, in Nuova Zelanda, in campo neutro.
Il girone di Port Vila, o girone orientale, vedeva, oltre alla squadra di casa, la presenza della Nuova Caledonia; nel girone occidentale, che si tenne ad Auckland, figuravano Isole Cook, Niue e Tahiti.
Nell'occasione, Vanuatu, esordiente a livello internazionale nel 2001, colse la sua prima vittoria in un test match contro Nuova Caledonia, per 22-0.
Le vincitrici dei due gironi, Vanuatu e Isole Cook, avrebbero dovuto incontrarsi per la finale, ma il match non ebbe mai luogo e, per tale ragione, il trofeo non fu mai assegnato.

## Prima fase

### Girone Est
| Data       | Incontro                  | Risultato | Sede      |
| ---------- | ------------------------- | --------- | --------- |
| 14-10-2006 | Vanuatu ― Nuova Caledonia | 22-0      | Port Vila |

|  | Classifica      | G | V | N | P | P+ | P- | diff. | PT |
|  | --------------- | - | - | - | - | -- | -- | ----- | -- |
|  | Vanuatu         | 1 | 1 | 0 | 0 | 22 | 0  | +22   | 2  |
|  | Nuova Caledonia | 1 | 0 | 0 | 1 | 0  | 22 | -22   | 0  |

### Girone Ovest
| Data       | Incontro            | Risultato | Sede     |
| ---------- | ------------------- | --------- | -------- |
| 14-10-2006 | Niue ― Tahiti       | 41-6      | Auckland |
| 18-10-2006 | Isole Cook ― Tahiti | 87–18     | Auckland |
| 21-10-2005 | Isole Cook ― Niue   | 41-15     | Auckland |

|  | Classifica | G | V | N | P | P+  | P-  | diff. | PT |
|  | ---------- | - | - | - | - | --- | --- | ----- | -- |
|  | Isole Cook | 2 | 2 | 0 | 0 | 128 | 33  | +95   | 4  |
|  | Niue       | 2 | 1 | 0 | 1 | 56  | 47  | +9    | 2  |
|  | Tahiti     | 2 | 0 | 0 | 2 | 24  | 128 | -104  | 0  |